# Dendrolobium geesinkii
Dendrolobium geesinkii là một loài thực vật có hoa trong họ Đậu. Loài này được Ohashi miêu tả khoa học đầu tiên.